# Резолюция Совета Безопасности ООН 1023
Резолюция Совета Безопасности Организации Объединённых Наций 1023 (код — S/RES/1023), принятая 22 ноября 1995 года, ссылаясь на свои предыдущие резолюции, касающиеся конфликтов в бывшей Югославии, Совет одобрил «Основное соглашение по региону Восточной Славонии, Бараньи и Западного Срема» между правительством Хорватии и местными сербскими представителями.
Совет в очередной раз подтвердил приверженность мирному урегулированию конфликтов в бывшей Югославии путём переговоров, а также поддержал сохранению территориальной целостности государств в международно признанных границах.
Советом была подтверждена приверженность территориальной целостности и Республики Хорватии включая её неотъемлемые части, ранее входившие сектор «Восток», такие как: Восточная Славония, Баранья и Западный Срем. Уважению прав и свобод всех людей, проживающих на этих территориях придавалось важное значение.
Высокую оценку получили усилия ООН, Европейского союза, России и США, прилагаемые в разрешение сложившегося конфликта в Республике Хорватии мирным способом, путём проведения переговоров.
«Основное соглашение по региону Восточной Славонии, Бараньи и Западного Срема», подписанное 12 ноября 1995 года, между Республикой Хорватией и местными сербскими представителями было одобрено. Также была выражена готовность рассмотреть просьбу о создании временной администрации. Всем сторонам было настоятельно рекомендовано сотрудничать друг с другом и с Операцией Организации Объединенных Наций по восстановлению доверия, обеспечивая безопасность её сотрудников.